# Pravdivé záznamy
Pravdivé záznamy (čínsky v českém přepisu š’-lu, pchin-jinem shí-lù, znaky zjednodušené 实录, tradiční 實錄) je typ čínských oficiálních kronik, které se vždy soustřeďují na vládu jednoho čínského císaře. Jsou v nich v chronologickém pořádku vysoce formalizovaným slohem uvedena významná císařská rozhodnutí ze všech oblastí vlády, přírodní katastrofy, společenské poměry, dění v císařském rodu. Obvykle sloužily jako podklad pro sestavení oficiálních dějin té které dynastie.
Zachovaly se záznamy císařů dynastie Ming, Ming š’-lu (za období 1368–1644), a záznamy čchingských císařů, Čching š’-lu, (pro léta 1644–1908). Starší záznamy přetrvaly jen ojediněle. Nejstarší zachované jsou záznamy císaře Wu-tiho (vládl 502–549) z dynastie Liang. Z tchangského období se zachovaly pravdivé záznamy císaře Šun-cunga (vládl 805). Ze sungské éry existuje pouze fragment záznamů císaře Tchaj-cunga (vládl 976–997).